# دوشان كوكيتي
دوشان كوكيتي ، من مواليد 24 مارس 1951 ، لاعب كرة قدم تشيكوسلوفاكي سابق.
لعب مع منتخب تشيكوسلوفاكيا لكرة القدم.

## روابط خارجية
- دوشان كوكيتي على موقع الاتحاد التشيكي (الإنجليزية)
- دوشان كوكيتي على موقع قاعدة بيانات كرة القدم.إي يو (الإنجليزية)
- دوشان كوكيتي على موقع ناشيونال فوتبول تيمز (الإنجليزية)
- دوشان كوكيتي على موقع عالم كرة القدم.نت (الإنجليزية)